# Bredsjönäsgruvorna

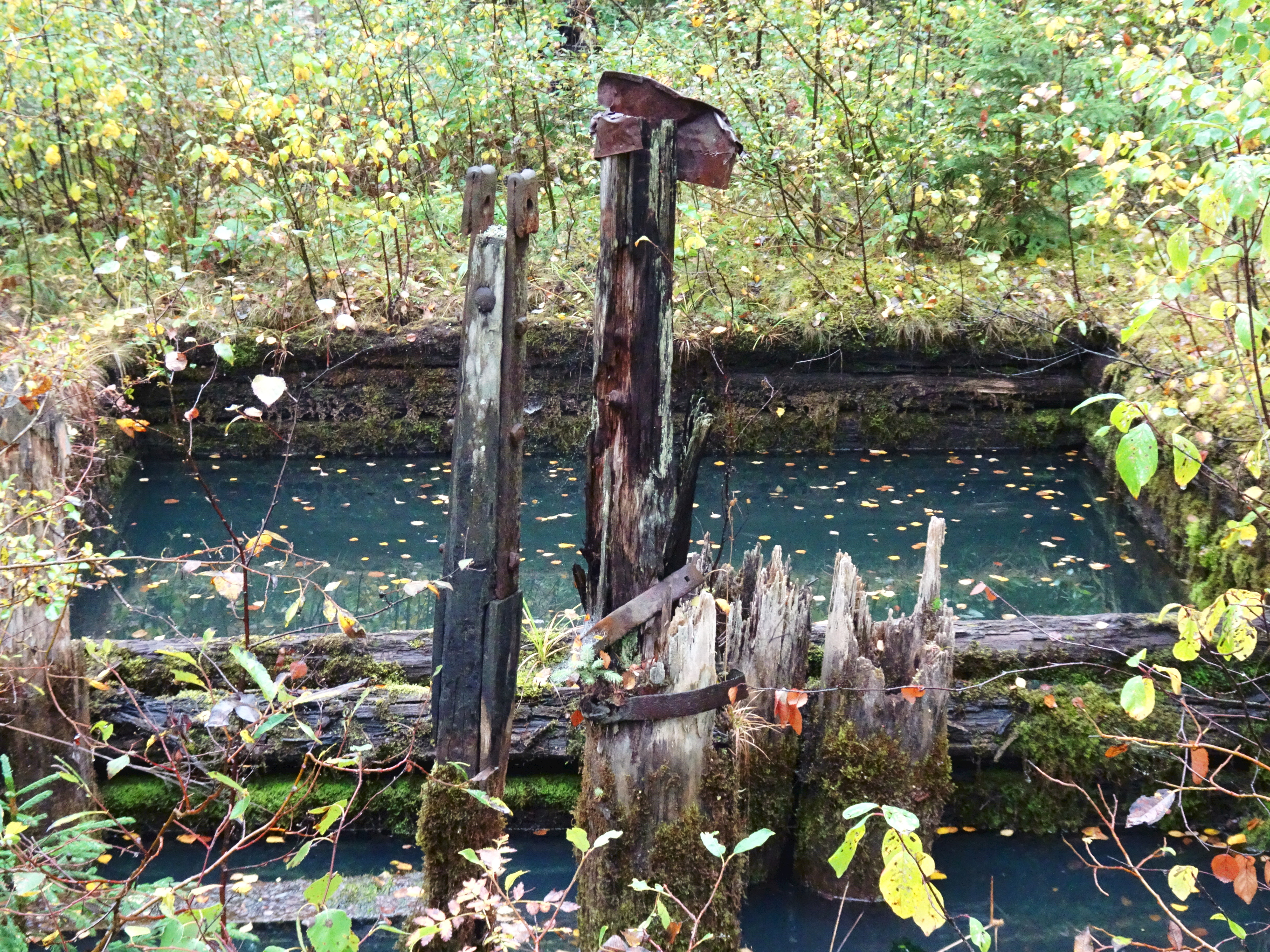
Det vattenfyllda huvudschaktet för Sjögruvan i september 2017.

Bredsjönäsgruvorna är ett nedlagt gruvområde i Åkers bergslag i Strängnäs kommun, Södermanland. Fyndigheten för järnmalm låg strax norr om Bredsjön. Brytningen pågick från 1600-talet fram till 1925 då Sjögruvan lades ner. Till gruvan hörde en stånggångsanläggning, den så kallade Bredsjönäskonsten, vars hjulhus med vattenhjul finns kvar som en rekonstruktion vid Göksjön. Området är ett lagskyddat fornminne med RAÄ-nummer Åker 95:1.

## Historik

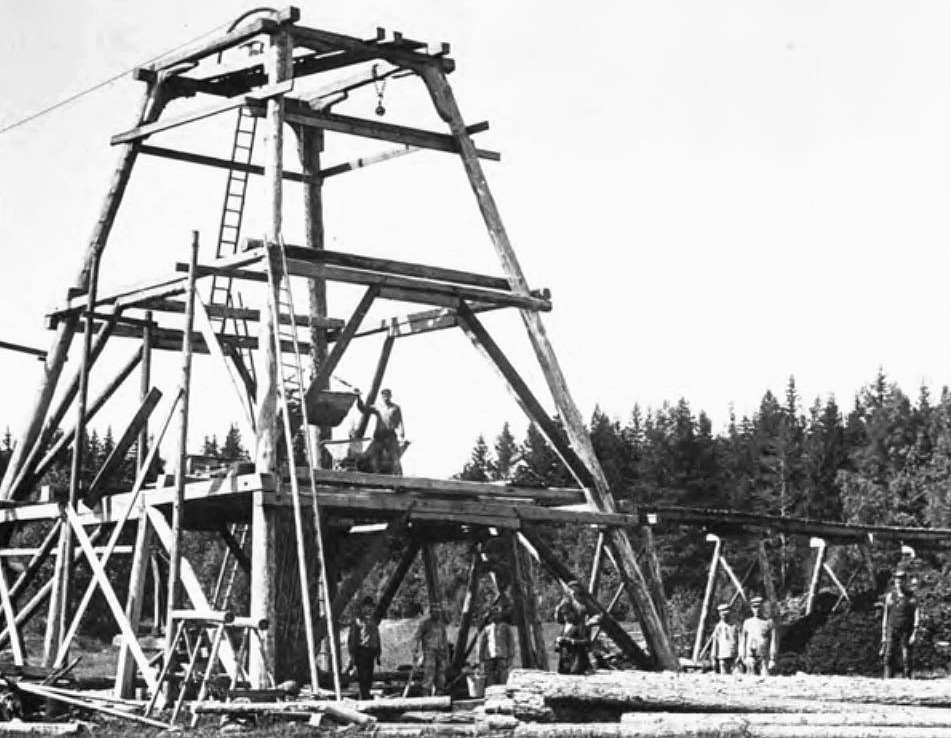
Nya lavtornet under uppförande 1918.

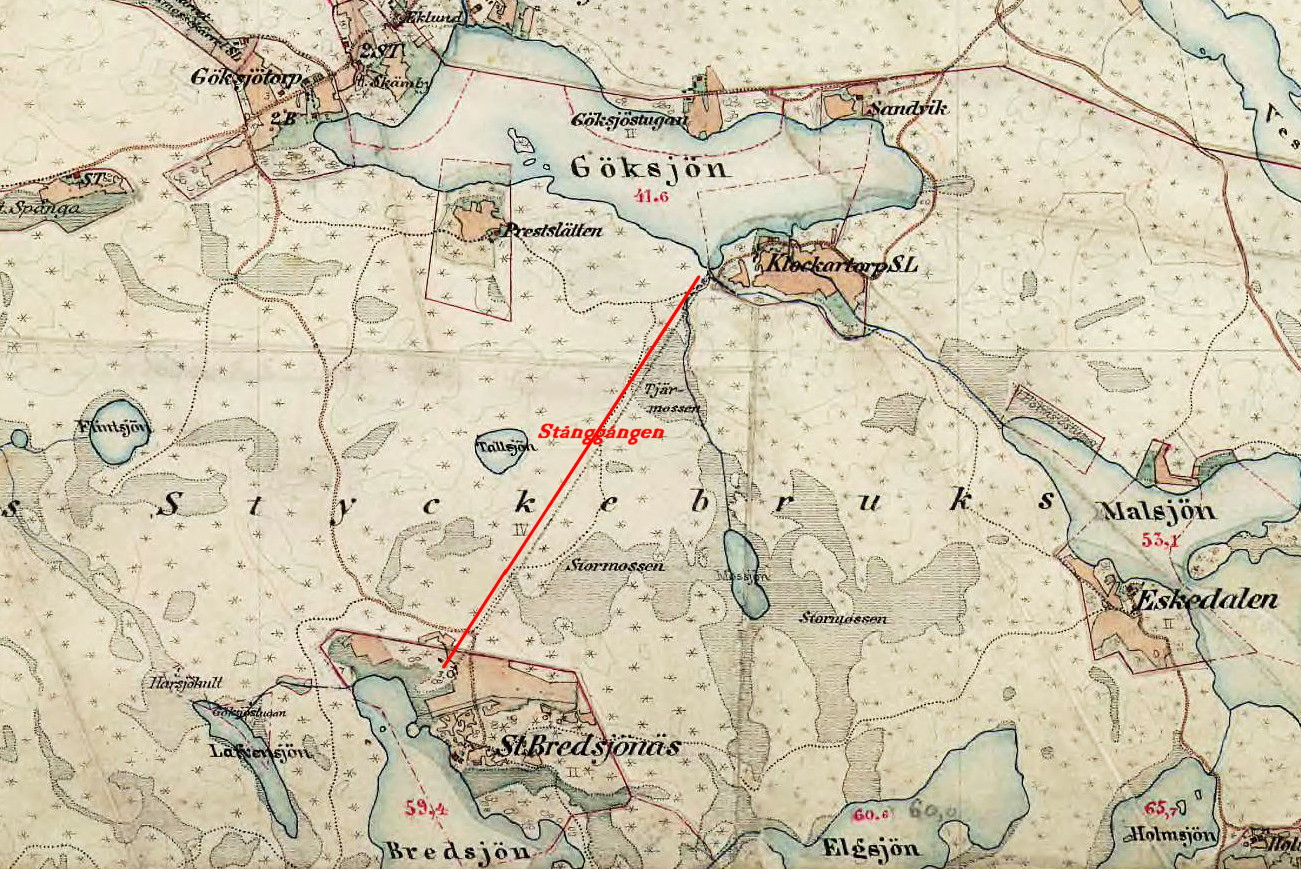
Bredsjönäsgruvan och Bredsjönäskonsten med stånggången 1897.

Vid Bredsjönäs fanns gruvor från två olika tidsperioder. De äldsta var de så kallade Sjuhålsgruvorna och den sista hette Sjögruvan. Samtliga hade stora problem med vatteninträngning som berodde på närheten till Bredsjön i kombination med en porös berggrund. Sjuhålsgruvorna hade ett djup på maximalt 20 till 30 meter. Vid det djupet blev vattentillflödet större än vad man förmådde att pumpa ur med dåtidens teknik. Brytningen i Sjuhålsgruvorna utfördes med hjälp av tillmakningsmetoden som innebar även att man följde malmkroppen utan att bryta berget runtom. Gruvhålen är därför ofta smala och långsträckta som här vid Sjuhålsgruvorna. Brytningen avslutades i mitten av 1800-talet. I närheten återfinns grunden till gamla Bredsjönäs gruvstuga som revs omkring 1940.
Som ersättning för Sjuhålsgruvorna anlades Sjögruvan några hundratal meter nordväst om Sjuhålsområdet. Även Sjögruvan drabbades av vatteninträngning. Till en början användes en ångmaskin från ett lokomotiv för att driva gruvans pumpar. Maskinen var dock för klen varför den kompletterades 1870 med en vattendriven stånggångsanläggning, den så kallade Bredsjönäskonsten, vars hjulhus med vattenhjul finns fortfarande kvar som en rekonstruktion vid Göksjön. Anläggningen var i drift fram till 1896 och är inritad på Häradsekonomiska kartan från 1897. Därefter skötte eldrivna pumpar uppgiften. Schaktdjupet är cirka 100 meter och totalt togs ungefär 20 000 ton malm upp. Malmen innehöll 50 procent järn, vilket ansågs vara särdeles bra.
Åren 1918-1919 byggdes en 15 kilometer lång smalspårig järnväg för malmtransporter från gruvorna i Skottvång, Älgsjöbacken och Bredsjönäs till Åkers Styckebruk. Samtidigt uppfördes ett nytt lavtorn över huvudschaktet. 1925 lades driften vid Sjögruvan ner efter att gruvan genom en olycka vattenfylldes och verktyg och borrutrustning gick förlorad. 1940 upptogs ett mindre schakt men 1945 lades hela gruvområde ner och i början av 1960-talet revs byggnaderna. Idag påminner bara varphögarna och två schaktöppningar om den tidigare verksamheten. Det vattenfyllda gruvschaktet mäter 5x3 meter, är timmerklädd och innehåller rester av uppfordringskonstruktioner. Även banvallen finns kvar där den smalspåriga järnvägen för malmtransporterna till Åkers gick fram. Den gamla sträckningen för stånggången till Göksjön är idag en markerad stig kallad Stångångsleden.

## Bilder

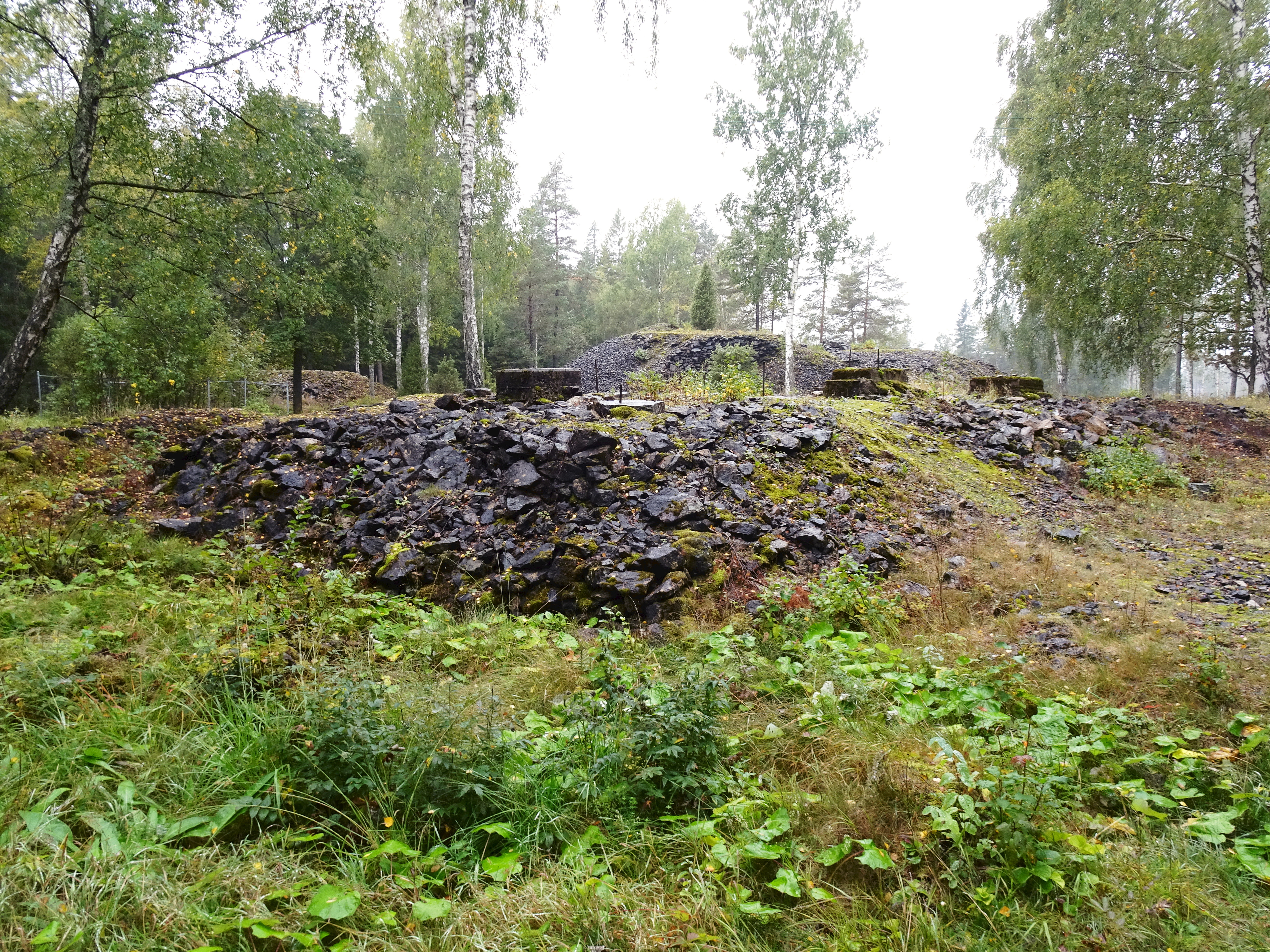
Gruvområdet för Sjögruvan
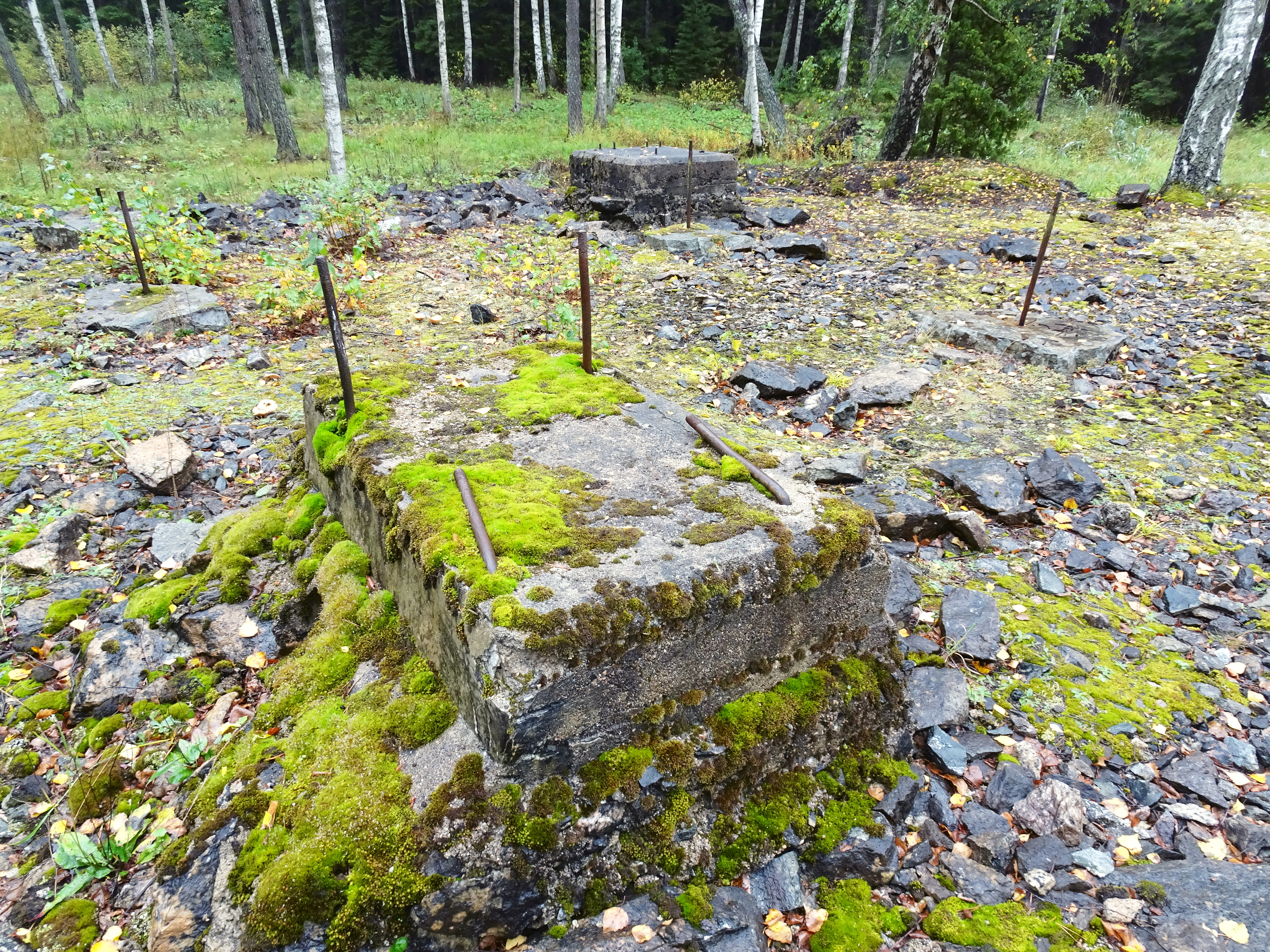
Fundament efter gruvans byggnader
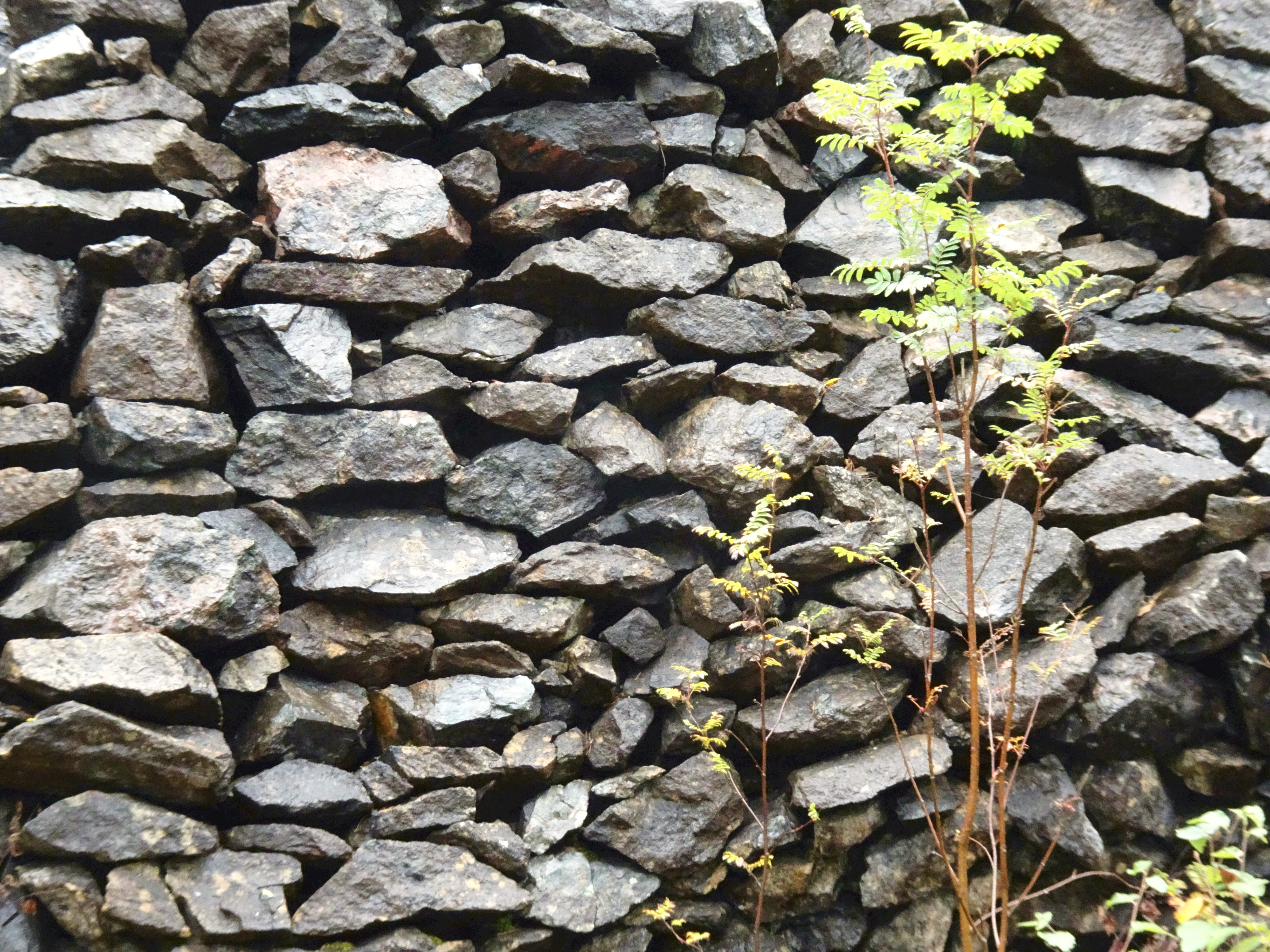
Varphög vid Sjögruvan
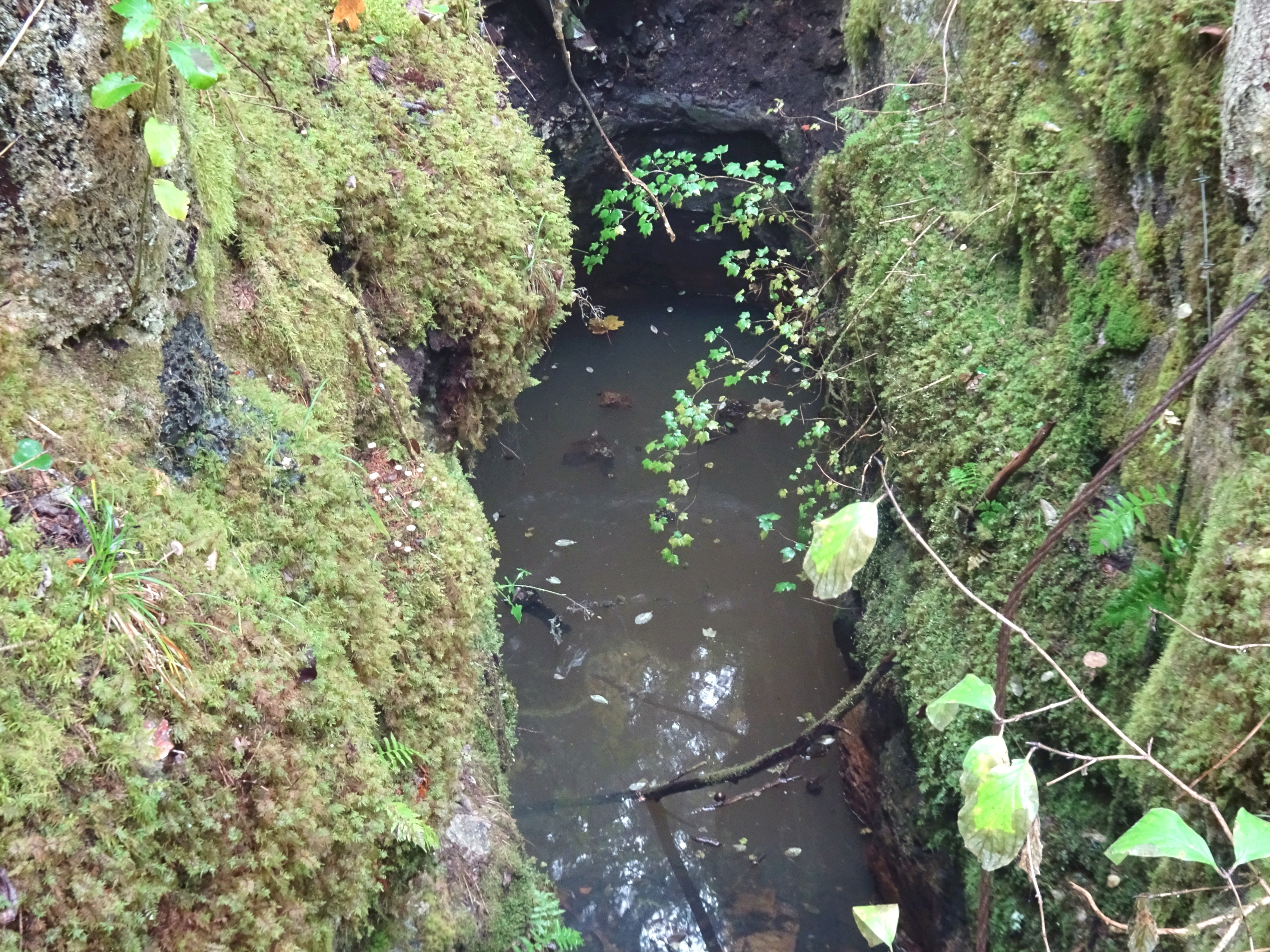
Ett gruvhål efter Sjuhålsgruvorna
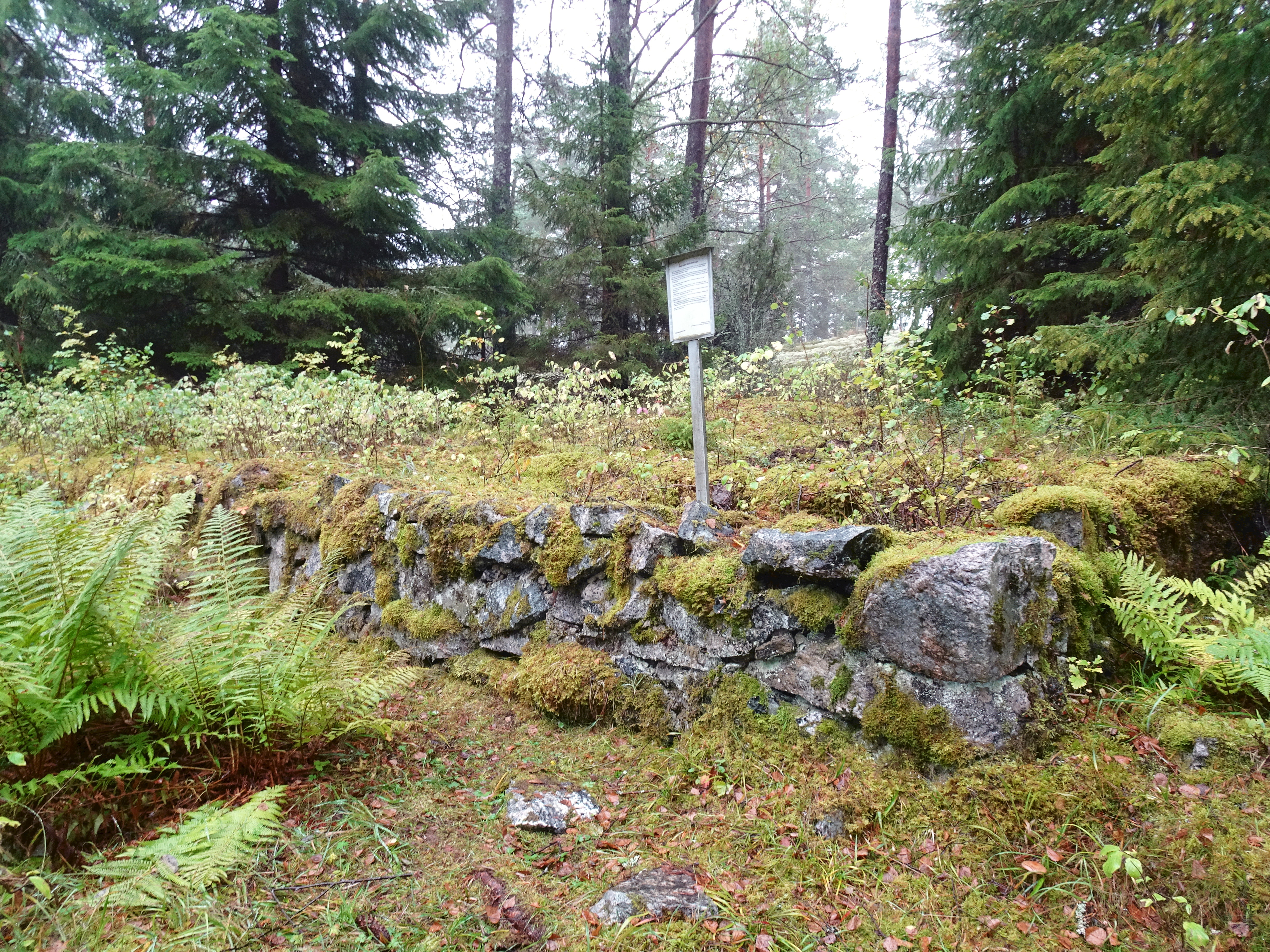
Grunden till Gruvstugan

## Andra gruvor i Åkers bergslag
- Knaperhälls gruva
- Skottvångs gruva
- Starrsätters gruvor
- Älgsjöbackens gruva